# Seriana prosta
Seriana prosta är en insektsart som beskrevs av Irena Dworakowska 1981. Seriana prosta ingår i släktet Seriana och familjen dvärgstritar. Inga underarter finns listade i Catalogue of Life.